# Hinalig
Hinalig (azerbajdžansko Xınalıq; jhinališko Kətş, Keč) je starodavna vas v Visokem Kavkazu, katere zgodovina sega v obdobje Kavkaške Albanije. Vas leži visoko v gorah v Rajonu Quba v Azerbajdžanu. V rajon spada razen Hinaliga še vas Kalajhudat.
Vas je bila leta 2023 vpisana na Unescov seznam svetovne dediščine pod naslovom Kulturna krajina ljudstva Khinalig in pot za selitev živali "Köç Yolu" (Cultural Landscape of Khinalig People and "Köç Yolu").

## Lega
Vas se nahaja na skrajnem  jugozahodu Rajona Quba sredi Visokega  Kavkaza, ki deli Rusijo in Južni Kavkaz. Hinalig je najvišja, najbolj oddaljena in osamljena vas v Azerbajdžanu in med najvišje ležečimi na Kavkazu. Vreme se poleti in pozimi dramatično spreminja. Temperatura niha od -20°C do 18°C. Hinalik ima  približno 2000 prebivalcev, ki govorijo hinališki jezik. Jezik je izolat v družini jezikov severovzhodnega Kavkaza. Mnogo ljudi govori tudi azerbajdžansko.

## Zgodovina
7. oktobra 2006 je predsednik Azerbajdžana Ilham Alijev razgrnil načrte za modernizacijo šolskih zgradb, infrastrukture, upravnih zgradb in drugih stvari v Hinaligu.
Vas je bila leta 2008 zaradi zaskrbljenosti zaradi gradnje ceste med Hinaligom in Qubo uvrščena na seznam Svetovnega spomeniškega sklada za spremljanje 100 najbolj ogroženih mest. Seznam ni namenjen kritiziranju mogočih turističnih in komercialnih dejavnosti v Hinaligu, ampak velja za opozorilo, da razvoj ne sme iti na račun bistvene spremembe zgodovinskega značaja mesta. 
Ministrstvo za kulturo in turizem je leta 2011 obnovilo strehe skoraj sto domov v Hinalugu, mošeja iz 9. stoletja pa je bila obnovljena v letih 2012–2014.
24. marca 2024 je bila citirana zgodovinarka Bettany Hughes, ki povezuje ženske iz Hinaluga s starodavnimi poročili o Amazonkah, bojevnicah na robu znanega sveta.

## Arhitektura
Tikmes in tekulduz sta dve najstarejša vzorca azerbajdžanskih vezenin. Za vezenje  na bela oblačila se uporabljajo raznobarvne niti. Tikmes je mogoče izdelati samo ročno in velja za najpomembnejši okras, ki mora biti izvezen na oblačilih. Od nekdaj so tako na zahodu kot na vzhodu z raznobarvnimi nitmi vezli tudi posteljnino. V Azerbajdžanu obstajajo različne oblike izdelave. Najzgodnejši primeri so omenjeni v 4. stoletju v obdobju perzijskega Sasanidskega cesarstva.
Sredi hiš v Hinaligu so stebri, ki podpirajo streho. V hišah ni pohištva, obstaja pa veliko blazin, odej in mutakkah (dolga podolgovata blazina), pa tudi velikih in majhnih vzmetnic. Miz ni. Prebivalci običajno sedijo na tleh.

## Kultura in običaji
Prebivalci Hinaliga so ohranili svoj tradicionalni način življenja. Poroke in druge slovesnosti potekajo po obredih, podedovanih  od prejšnjih  generacij.
Območje je bogato z izročili, povezanimi z dežjem in obdelavo zemlje, posebnim  odnosom do domačih živali, porok in pogrebov ter nebesnih teles. Obredi in izročila so postali sestavni del življenja in so tesno povezani z naravnimi pojavi. Vaščani se ukvarjajo predvsem z rejo ovac. Dobro znana  je njihova posebna tehnika tkanja. Hinališki šali, stkani iz volne,  so znani po celotni regiji Guba. Vaščani sosednjih vasi so njihovo volno  kupovali za izdelavo vrhnjih oblačil. V preteklosti je bil volneni šal čuka del narodne noše, ki so jo nosili bogatejši vaščani. Njihove nogavice so izgledale kot miniaturna večbarvna preproga. Pozimi si ni bilo mogoče predstavljati  prebivalca Hinaliga brez njih. Ena glavnih dejavnosti  domačinov je bilo tudi nabiranje in priprava zdravilnih zelišč.  Nabirali in sušili so jih za pripravo jedil in napitkov  in prodajo turistom. 
Avgusta se je v Hinaligu začela sezona medu. Lokalni med se po nepozabnem okusu in vonju razlikuje od drugih medov. Domačini pravijo, da je med zdravilo za zdravljenje sedemdeset bolezni. Jeseni praznujejo sezono kozjega mesa, ki se zaradi posebnega okusa razlikuje od drugih.
Domačini uporabljajo  tudi  ekološko neoporečno gorivo in gradivo, ki so ga v preteklosti uporabljali tudi drugod v Azerbajdžanu. V  Hinaligu se pogosto vidi kupe  kock ali kvadrov iz kozjega gnoja, imenovanih tezek. Izdelujejo se tako, da se gnoj pomeša s senom, stisne v posebnih kalupih  in posuši. Tako izdelane zidake so  uporabljali tudi za gradnjo visokih zidov. Zidaki so bili glavno gorivo, s katerim niso imeli nobenih posebnih stroškov.

## Etnično poreklo
Prebivalci Hinaliga so povezani z etnično skupino Šahdag. Večinoma so rjavolasi, čokti in ne zelo visoki. Zagotovo so spadali med  26 plemen v Kavkaški Albaniji, ki jih je grški filozof Strabon omenil v svoji Geografiji.
Vseh osem vasi ima svoja starodavna pokopališča, ki so nekajkrat večja od vasi samih.  Večina grobov im tri ali štiri pokopne plasti. Napisi na nagrobnikih so  napisani v različnih pisavah. Da bi se v 10. stoletju obranili pred različnimi nomadskimi plemeni, so bili v Hinaligu zgrajeni različni obrambni objekti, vključno s trdnjavo, v kateri je bil tudi zoroastrski tempelj. Lokalni starešine pripovedujejo, da se je svečenik, ki je živel v tem templju, imenoval piajomard in je tam čuval večni ogenj.

## Jezik
Prebivalci Hinaliga govorijo poseben jezik, ki je izolat znotraj družine severovzhodnih kavkaških jezikov. Jezik je morda tesneje povezan z lezgičnimi jeziki kot z drugimi jeziki severovzhodnega Kavkaza, vendar se tega ne da dokazati. Hinališki jezik je bil prvič omenjen v zapisih R.F. von Erkerta. Avtor je v knjigi Jeziki kavkaškega porekla, izdani leta 1895  v nemščini na Dunaju, opisal slovnico in frazeologijo kinališkega jezika. 
Da bi se jezikoslovci naučili hinališkega jezika, je bil v 20. stoletju v vasi ustanovljen poseben oddelek Instituta je jezikoslovje SSSR. Jezikoslovci so sestavili celotno abecedo jezika, ki v latinici vsebuje 72 črk. Vaščani svojo vas imenujejo Keč, sebe Kettid in jezik kečmic’. Ime Hinalig se je začelo porabljati v 50. In 60. letih 20. stoletja. Ime lahko izhaja iz rdeče barve (kana) okoliških kamnin  ali imena hunskega plemena. V modi je še vedno pričeska, ki je bila v preteklosti priljubljena med hunskimi in turškimi bojevniki. Podobne pričeske so se ohranile samo v Sibiriji in Mongoliji in jih je mogoče videti v nekaj zgodovinskih filmih. Mladi fantje so nosili dolg čop ali pleteno kito las na vrhu glave, drugi deli glave pa so bili do golega obriti. Ko so odrasli in bili vpoklicani v vojsko, so morali lase odrezati.

## Noetova barka
Nekateri domačini pravijo, da je njihova dežela povezana z Noetom, ker legenda pravi, da je prav tukaj zagledal položno gorovje, vrgel sidro svoje barke in vsem na krovu ukazal, naj se izkrcajo. 
Domačini se štejejo tudi za potomce preživelih  v močnem potresu, ki je uničil vas Keč na pobočju hriba. Preživeli naj bi se preselili v gorovje Damdam in tam začeli gojiti kano. Vas se je takrat začela imenovati Hinalig. Prebivalci Hinaliga so ohranili skoraj ves svoj starodavni življenjski slog in se imajo za "Noetove vnuke". Po njihovem prepričanju je bila njihova vas med vesoljnim potopom na gori Keči in preživela poplavo. Kasneje so bile v močnem potresu porušene vse hiše, večji del prebivalcev pa je v potresu umrl. Preživeli so prečili reko in na pobočjih gore ustanovili sedanjo vas Hinalig. 
Domačini pripovedujejo, da sta se po potopu Noetova sinova Sem in Ham preselila drugam, Jafet pa se je odločil, da bo s svojimi sinovi ostal. Njegovi sinovi so postali predniki kavkaških ljudstev. Školjke in fosilizirani ostanki rib, odkriti v tej regiji na 2300 metrih nadmorske višine, dokazujejo, da je bilo območje v preteklosti morsko dno.

## Religija
Vaščani prakticirajo sunitski islam. So zelo verni in so bili pred sprejetjem islama privrženci zoroastrstva. Trenutno je v vasi skoraj deset mošej. V 12. stoletju je začel v tej regiji o islamu pridigati Abu Muslim, zato je bila po njem poimenovana takrat zgrajena mošeja Džuma. Ta sveti kraj je na hribu v središču vasi in velja za predhodnico vseh lokalnih mošej. Na dveh dva metra visokih skalah desno od vhoda v mošejo so runski napisi. Na plošči na zidu druge mošeje z imenom Pirjomard, je naveden datum njene gradnje - leto 1388 n. št.
V najstarejšem delu vasi so sledovi zoroastrskega svetišče Burdž, zgrajenega  v 7. stoletju. Svetišče je obiskano samo med muslimanskimi verskimi praznovanji.
Hinalig je obkrožen z jamami, piri (sveti kraji ali svetišča), templji in atešgahi (zoroastrski kraji, namenjeni molitvam). Pire je mogoče videti vsepovsod. Vsak od njih označuje grob svetega moža - jevlija. Skoraj vsak pir ima na steni upodobljen prizor, na katerem se Ibrahim (Abraham) pripravlja, da bo žrtvoval svojega sina. Najbolj znan pir v vasi se imenuje Hidir Nabi. Vsak pir velja za zdravilnega in odvrača zle poglede. Pir Kidir, na primer, obiskujejo tisti z bolečimi zobmi, zato je znan tudi kot pir za zobobol. Ljudje verjamejo, da če vzameš enega od majhnih okroglih kamnov v tem piru, zobobol preneha.
Drug dobro znan pir se imenuje 40 abalov, ki je bil mesto molitve štiridesetih dervišev (derviš v azerbajdžanščini pomeni tavajočo sveto osebo). Stoji v jami, od vasi oddaljeni dva kilometra, v kateri iz zemlje izvira voda. Svet je tudi sam izvir. Iz njega je napeljan vodovod do vaških hiš in osrednjega trga. Med najpomembnejšimi dogodki in praznovanji se na tem trgu zberejo vsi prebivalci Hinaliga.
Goreča gora, visoka okoli 2600 m, je okoli 5 km od vasi Hinalig. Gorato ozemlje je bogato z nahajališči zemeljskega plina. Vaščani trdijo, da je več nahajališč tudi na obrobju Hinaliga. Na eno od njih prihajajo domačini ne zato, da bi molili, ampak da bi imeli piknike, se sončili in občudovali naravo. 
Do svetišča Atešgah se s  konjem pride v trideset minutah, peš pa v dveh do treh urah. Legenda pravi, da je nekega ledeno mrzlega dne na ta kraj prišel pastir s svojo čredo in nabral veliko drv, da bi zakuril kres. Ko ga je zakuril, je bila vsa okolica nenadoma v plamenih. Pastir se je ustrašil, začel poljubljati skale in moliti k Vsemogočnemu. Od takrat ogenj ni ugasnil in kraj je začel veljati za svetega. Kasneje so na tem mestu zgradili tempelj. Legenda ima realno ozadje, saj Azerbajdžan velja za Deželo ognja, v kateri se iz zemlje izhajajoč plin pogosto vname sam od sebe.
Gora Tufandağ nasproti Hinaliga velja za sveto. Njen vrh praviloma zakrivajo meglice, vetrovi pa stalno pihajo. Po eni izmed legend so na gori ruševine starodavne vasi, ki jo je pred tisoč leti uničil potres. Preživeli prebivalci te vasi so ustanovili sedanji Hinalig. Po navedbah vaščanov je na gori kraj Pira-Mikik, ki je zanje svet.
Tufandağ je ena od verig Visokega Kavkaza na severu Azerbajdžana. V državi je sedem gora, višjih od 4000 m. Vse so na severu v regijah Quba in Gusar. Eden od vrhov je Tufandağ, visok 4062,8. Ime je dobil po Čingizu  Mustafajevu, novinarju, ubitemu na fronti in narodnem heroju Azerbajdžana. Na goro so mogoči turistični vzponi. 
Več podatkov o zgodovini Hinaliga in njegovih starodavnih predmetih je mogoče dobiti v lokalnem zgodovinskem in etnografskem muzeju, ustanovljenem leta 2001. Na 60 m2 razstavnih prostorov so razstavljena oblačila, preproge, gospodinjski pripomočki, kovanci in orožje ter fotografije znanih vaščanov.

## Ognjeni tempelj Atešgah
Atešgah (ateš-kadeh) je zoroastrski tempelj ognja z naravnim ognjem. Je na gori Šandag približno 5 km od vasi na nadmorski višini okoli 3000 m. Tempelj je bil obnovljen  leta 2016 s prizadevanji Svetovne zoroastrske organizacije in podporo Ministrstva za kulturo in turizem Azerbajdžana. Tempelj je bil uvrščen na Seznam državno zaščitenih zgodovinskih in kulturnih spomenikov Azerbajdžanske republike (ID # 4647).
Obstoj zoroastrskih verskih stavb v tem delu Kavkaza omenja več avtorjev. Adam Olearius, popotnik iz 17. stoletja, pravi:
 ... V tem času ženejo svojo živino proti gori Elburs, kjer ne najdejo samo bolj zmernega zraka, temveč tudi tako dobre travnike kot jih ni v celi Perziji. Ta gora je del Kavkaza in je kot taka  visoka, čeprav je od njega zelo oddaljena. Večina gore leži v Tabristanu proti Gruziji in se lahko raziskuje iz Kale Kuhestana, tako kot  druge sosednje gore Skamačije. Na tej gori Elbors, kot poročajo, so Perzijci vzdrževali  in nenehno častili svoj večni ogenj. Zdaj no o tem niti najmanjše sledi, niti tam, niti blizu Jesčeja, čeprav bi Texeira in tistih, ki mu sledijo, želeli, da bi bilo  nasprotno. Res je, da je danes v Indiji nekaj vernih mož, ki častijo ogenj in ga ohranjajo z enako skrbnostjo, kot so ga  Perzijci ohranjali v preteklosti ...
Iz njegovega opisa in zemljevida je razvidno, da je bil njegov Elburs gora Šahdag.
Armenski klerik Makar Barhudarianc je leta 1893 omenil starodavni ognjeni tempelj v Hinaligu:
... baghin (tempelj) je bil zgrajen v okrožju Kuba pri vasi Hinalig v bližini vulkana, ki ga imenujejo Atešgah. Tam so prišleki iz Indije na ostankih starih zgradb zgradili več novih.

## Legenda o Snežnem možu
Vas Hinalig ni znana samo po starodavnih izročilih, temveč tudi po tem, da e eden od vaščanov videl Snežnega moža. Leta 1988 se je mlad lovec Babaali Babaalijev, ki je še živ, skrival v eni od jam blizu Hinaliga. Lovil je divje koze, ki so prihajale v jame, da bi lizale kameno sol. Medtem ko je dremal, je lovca zbudil nekdo, ki je s svojim telesom zaprl vhod v jamo. Babaali je dejal, da je vanj v popolni tišini strmelo veliko in dlakavo človeško bitje. Prestrašen se ni upal premakniti. Roke so mu otrdele in niti koraka ni mogel narediti, da bi dosegel puško. Bitje se je odločilo oditi. Od tega dogodka je bil Babaali še dolgo v šoku. Nikoli se ni povsem opomogel in se je vedno izogibal kraju, kjer se je zgodilo grozljivo srečanje.